# ليديا كابريرا
ليديا كابريرا هي عالمة الإنسان وكاتِبة وشاعرة كوبية، ولدت في 20 مايو 1900 في هافانا في كوبا، وتوفيت في 19 سبتمبر 1991 في ميامي في الولايات المتحدة.

## النشأة والتعليم
ولدت في هافانا عام 1899 وكانت الأصغر بين ثمانية أشقاء، وتنحدر كابريرا من عائلة ذات مكانة اجتماعية واقتصادية عالية في كوبا. كان والدها رايموندو كابريرا كاتبًا ومحاميًا ورجلًا بارزًا في المجتمع ومدافعًا عن استقلال كوبا. كانت والدتها، إليسا ماركيدا كازانوفا، ربة منزل وشخصية اجتماعية محترمة. كان والدها أيضًا رئيسًا لأول شركة كوبية، باسم الجمعيات الاقتصادية لأصدقاء البلاد، التي تأسست في القرن الثامن عشر. كان يمتلك مجلة أدبية شعبية، كوبا وأمريكا، حيث حصلت ليديا على تجربتها الأولى ككاتبة. في سن الثالثة عشرة، كتبت كابريرا عمودًا أسبوعيًا مجهولًا ظهر في مجلة والدها. لقد غطت موضوعات ذات صلة بمجتمعها، مثل إعلانات الزفاف أو الولادات أو الوفيات.
كان لدى العائلة العديد من الخدم ومقدمي الرعاية للأطفال من أصل كوبي افريقي، ومن خلالهم تعلمت ليديا الصغيرة عن الفولكلور والقصص والتقاليد والأديان الأفريقية. مثل غالبية الكوبيين الأثرياء في أوائل القرن العشرين، كان للعائلة معلمون خاصون يأتون إلى منزل عائلة كابريرا لتعليم الأطفال. التحقت لفترة قصيرة بمدرسة ماريا لويزا دولز الخاصة. في ذلك الوقت لم يكن من المقبول اجتماعيًا أن تسعى المرأة للحصول على شهادة الدراسة الثانوية، لذلك أنهت كابريرا تعليمها الثانوي بمفردها.
بحلول عام 1927، أرادت كابريرا أن تكسب المال بنفسها وأن تصبح مستقلة عن عائلتها. انتقلت إلى باريس لدراسة الفن والدين في مدرسة اللوفر. درست الرسم والتصوير في باريس مع المنفية الروسية المسرحية ألكسندرا إكستر. عاشت كابريرا في باريس لمدة 11 عامًا وعادت إلى وطنها في عام 1938. بعد تخرجها من مدرسة اللوفر، لم تصبح فنانة كما كان متوقعًا، وبدلاً من ذلك عادت إلى كوبا لدراسة الثقافة الأفريقية الكوبية، وخاصة تقاليدهم وفولكلورهم.

## وصلات خارجية
- ليديا كابريرا على موقع الموسوعة البريطانية (الإنجليزية)